# Карба
Карба (ест. Karba) — село в Естонії, входить до складу волості Риуге, повіту Вирумаа.